# Grand Prix de la Ville de Rennes 1998
Il Grand Prix de la Ville de Rennes 1998, ventesima edizione della corsa e valida come evento UCI categoria 1.4, fu disputata il 5 aprile 1998 su un percorso di 193,5 km. Fu vinto dal francese Pascal Chanteur che terminò la gara in 4h35'10", alla media di 42,19 km/h.
Partenza con 127 ciclisti, dei quali 92 portarono a termine il percorso.

## Ordine d'arrivo (Top 10)
| Pos. | Corridore         | Squadra              | Tempo    |
| ---- | ----------------- | -------------------- | -------- |
| 1    | Pascal Chanteur   | Casino               | 4h35'10" |
| 2    | Gilles Bouvard    | Casino               | a 9"     |
| 3    | Carlos Da Cruz    | BigMat               | s.t.     |
| 4    | Gabriele Balducci | Scrigno              | s.t.     |
| 5    | Marco Serpellini  | Brescialat           | s.t.     |
| 6    | Alessandro Pozzi  | Mobilvetta-Northwave | s.t.     |
| 7    | Jay Sweet         | BigMat               | a 32"    |
| 8    | Charles Guilbert  | Mutuelle             | s.t.     |
| 9    | Marc Streel       | Casino               | a 1'44"  |
| 10   | Guido Wirz        | Post Swiss           | a 1'46"  |